# 530er
Portal Geschichte | Portal Biografien | Aktuelle Ereignisse | Jahreskalender | Tagesartikel

◄ |
5. Jh. |
6. Jahrhundert
| 7. Jh. | ►

◄ |
500er |
510er |
520er |
530er
| 540er | 550er | 560er | ►

530 |
531 |
532 |
533 |
534 |
535 |
536 |
537 |
538 |
539

## Ereignisse

### Oströmisches Reich
- 532: Nika-Aufstand in Konstantinopel: Die Zirkusparteien erheben sich gegen Kaiser Justinian I. und planen, den Heerführer Flavius Hypatius (einen Neffen des Anastasios I.) zum neuen Kaiser zu ernennen. Justinians Frau Theodora I. soll einen entscheidenden Anteil an der Niederschlagung der Bewegung gehabt haben. Die Heerführer Belisar und Narses werden mit der Niederwerfung der Aufständischen beauftragt; dabei kommen über 30.000 Menschen ums Leben, auch Hypatius und sein Bruder werden hingerichtet, der Senat der Stadt wird weitgehend entmachtet; die während der fünftägigen Unruhen teilweise beschädigte Hagia Sophia wird neu errichtet.
- 532: Im Herbst (vermutlich im September) schließen Ostrom und das Sassanidenreich einen „Ewigen Frieden“. Durch dieses Abkommen erlangt Justinian Handlungsfreiheit in Hinblick auf den Westen.
- 533: Oströmische Truppen unter Belisar beginnen mit überraschend erfolgreichen Operationen gegen die nordafrikanischen Vandalen, deren Reich 534 nach nur zwei Schlachten zerschlagen wird.
- 16. November 534: Kaiser Justinian I. gibt die überarbeitete Fassung des Codex Iustinianus heraus.
- 535: Beginn der Rückeroberung Italiens durch oströmische Truppen.
- 536: Während seines Aufenthalts in Konstantinopel gelingt es Papst Agapitus I., Kaiser Justinian I. gegen den monophysitischen Patriarchen der Stadt, Anthimus I., einzunehmen, der abgesetzt und durch Menas ersetzt wird.
- 25. Dezember 537: Hagia Sophia in Konstantinopel fertiggestellt.

### Sonstiges
- Wetteranomalie von 535/536.
- 538: Beginn einer Übertrittswelle eines Teils des japanischen Adels vom Shintō zum Buddhismus – in der Folge kriegerische Auseinandersetzungen.